# Roland Lefèvre (rugby à XV)
Pour les articles homonymes, voir Roland Lefèvre et Lefèvre.
Pas d'image ? Cliquez ici

a Compétitions nationales et continentales officielles uniquement.

b Matchs officiels uniquement.
Dernière mise à jour le 31 octobre 2021.
Roland Lefèvre, né le 19 septembre 1936 à La Flamengrie (Aisne), est un joueur international français de rugby à XV qui a joué aux postes de troisième ligne centre ou de deuxième ligne.

## Biographie
Roland Lefèvre naît à La Flamengrie dans l'Aisne.
Roland Lefèvre joue successivement en club avec le CA Brive de 1956 à 1963, le Stade aurillacois de 1963 à 1970 et le GS Figeac de 1970 à 1973. Il dispute un unique test match le 5 août 1961 contre l'équipe de Nouvelle-Zélande lors de la tournée en Nouvelle-Zélande et en Australie.

## Palmarès
- Finaliste du Challenge Yves du Manoir en 1963.